# أناناس (جنس)
الأناناس أو أنَنَاس (الاسم العلمي: Ananas) جنس لنبات ينتمي لفصيلة البروميلية. وأشهر أنواعه الأنانانس الوبري المعروف.
نشأ هذا جنس في أمريكا الوسطى ونقل إلى جزر البحر الكاريبي من قبل الكاريبيين. يعتقد أن أقدم ذكر يمثيل هذه الفاكهة مسجل في لوحة كاسكاجال الأثرية المنسوبة إلى حضارة الأولمك.
رأى كريستوفر كولومبوس (في عام 1493) أول نبات لهذا الجنس في غوادلوب. ثم انتقلت من البرازيل إلى أوروبا عن طريق البرتغاليين، ومن تم توزعت على جزر المحيط الهادئ من قبل الإسبان والإنجليز. تأسست مزارع الأنناس التجارية في هاواي، الفلبين، جنوب شرق آسيا، فلوريدا وكوبا. أصبح الأنناس أحد أكثر الفواكه شعبية في العالم.